# At the Roxy
At the Roxy es una caja recopilatoria de 8 CD de la banda de rock estadounidense Phish grabado en directo en sus conciertos de tres días seguidos en el Teatro Roxy de Atlanta del 19 de febrero al 21 de febrero de 1993. 

## Lista de canciones

### Disco 1 (19 de febrero de 1993)
1. "Loving Cup" (Jagger, Richards) - 6:39
2. "Rift" (Anastasio, Marshall) - 6:08
3. "Split Open and Melt" (Anastasio) - 8:49
4. "Fee" (Anastasio) - 5:11
5. "Maze" (Anastasio, Marshall) - 8:53
6. "Colonel Forbin's Ascent" (Anastasio) - 5:35
7. "Fly Famous Mockingbird" (Anastasio) - 13:29
8. "Sparkle" (Anastasio, Marshall) - 4:08

### Disco 2
1. "My Friend, My Friend" (Anastasio, Marshall) - 6:50
2. "Poor Heart" (Gordon) - 2:34
3. "David Bowie/Moby Dick" (Anastasio, Bonham, Jones, Page) - 15:49
4. "Runaway Jim" (Abrahams, Anastasio) - 8:12
5. "It's Ice" (Anastasio, Marshall) - 7:44
6. "Paul and Silas" (Traditional) - 3:02
7. "You Enjoy Myself" (Anastasio) - 21:17
8. "Ya Mar" (Ferguson) - 6:35

### Disco 3
1. "Big Ball Jam" (Anastasio, Fishman, Gordon, McConnell) - 2:55
2. "Lawn Boy" (Anastasio, Marshall) - 3:26
3. "Funky Bitch" (Seals) - 6:36
4. "My Sweet One" (Fishman) - 3:38
5. "Hold Your Head Up/Love You/Hold Your Head Up" (Argent, Barrett, White) - 9:46
6. "Llama" (Anastasio) - 6:20
7. "Amazing Grace" (Traditional) - 3:21
8. "AC/DC Bag" (Anastasio) - 6:50

### Disco 4 (20 de febrero de 1993)
1. "Golgi Apparatus" (Anastasio, Marshall, Szuter, Woolf) - 5:19
2. "Foam" (Anastasio) - 8:50
3. "The Sloth" (Anastasio) - 3:43
4. "Possum" (Holdsworth) - 10:21
5. "Weigh" (Gordon) - 5:04
6. "All Things Reconsidered" (Anastasio) - 2:48
7. "The Divided Sky" (Anastasio) - 13:33
8. "The Horse" (Anastasio, Marshall) - 1:38
9. "Silent in the Morning" (Anastasio, Marshall) - 5:09
10. "Fluffhead" (Anastasio) - 14:20
11. "Cavern" (Anastasio, Herman, Marshall) - 4:44

### Disco 5
1. "Wilson" (Anastasio, Marshall, Woolf) - 7:21
2. "Reba" (Anastasio) - 13:35
3. "Tweezer" (Anastasio, Fishman, Gordon, McConnell) - 5:29
4. "Walk Away" (Walsh) - 3:41
5. "Tweezer" (Anastasio, Fishman, Gordon, McConnell) - 1:44
6. "Glide" (Anastasio, Fishman, Gordon, Marshall, McConnell) - 4:43
7. "Mike's Song" (Gordon) - 7:57
8. "My Mind's Got a Mind of Its Own" (Hancock) - 1:09
9. "Mike's Song" (Gordon) - 0:49
10. "I Am Hydrogen" (Anastasio, Daubert, Marshall) - 0:28
11. "Vibration of Life" (Anastasio, Fishman, Gordon, McConnell) - 0:59
12. "Kung" (Fishman) - 1:38
13. "I Am Hydrogen" (Anastasio, Daubert, Marshall) - 3:00
14. "Weekapaug Groove" (Anastasio, Fishman, Gordon, McConnell) - 2:58
15. "Have Mercy" (Ferguson, Shaw, Simpson) - 1:54
16. "Weekapaug Groove" (Anastasio, Fishman, Gordon, McConnell) - 1:02
17. "Rock and Roll All Nite" (Simmons, Stanley) - 0:53
18. "Weekapaug Groove" (Anastasio, Fishman, Gordon, McConnell) - 1:32

### Disco 6
1. "Fast Enough for You" (Anastasio, Marshall) - 5:09
2. "Big Ball Jam" (Anastasio, Fishman, Gordon, McConnell) - 2:46
3. "Hold Your Head Up/Terrapin/Hold Your Head Up" (Argent, Barrett, White) - 12:34
4. "Harry Hood" (Anastasio, Fishman, Gordon, Long, McConnell) - 13:14
5. "Tweezer Reprise" (Anastasio, Fishman, Gordon, McConnell) - 3:51
6. "Sleeping Monkey" (Anastasio, Marshall) - 6:32

### Disco 7 (21 de febrero de 1993)
1. "Suzy Greenberg" (Anastasio, Pollak) - 6:10
2. "Buried Alive" (Anastasio) - 2:58
3. "Punch You in the Eye" (Anastasio) - 7:14
4. "Uncle Pen" (Monroe) - 4:06
5. "Horn" (Anastasio, Marshall) - 3:36
6. "Chalk Dust Torture" (Anastsio, Marshall) - 7:23
7. "Esther" (Anastasio) - 10:44
8. "Dinner and a Movie" (Anastasio, Pollak) - 3:16
9. "Bouncing Around the Room" (Anastasio, Marshall) - 3:35
10. "Run Like an Antelope" (Anastasio, Marshall, Pollak) - 12:41

### Disco 8
1. "Axilla I" (Anastasio, Herman, Marshall) - 4:43
2. "The Curtain" (Anastasio, Daubert) - 6:17
3. "Stash" (Anastasio, Marshall) - 10:38
4. "Manteca" (Fuller, Gillespie, Pozo) - 0:45
5. "Stash" (Anastasio, Marshall) - 0:55
6. "The Lizards" (Anastasio) - 10:58
7. "Bathtub Gin" (Anastasio, Goodman) - 6:16
8. "Hold Your Head Up/Cracklin' Rosie/Hold Your Head Up" (Argent, Diamond, White) - 9:34
9. "The Squirming Coil" (Anastasio, Marshall) - 8:44
10. "Big Black Furry Creature From Mars" (Gordon) - 5:47
11. "Sweet Adeline" (Armstrong, Gerard) - 3:17
12. "Good Times, Bad Times" (Bonham, Jones, Page) - 3:55
13. "Paul and Silas" (Traditional) - 2:22
14. "Pig in a Pen (Traditional) - 3:24

### Bonus CD:March 28th, 1992: Variety Playhouse - Atlanta, GA
Se editó un bonus CD llamado March 28th, 1992: Variety Playhouse - Atlanta, GA para aquellos que pidieron la caja recopilatoria At the Roxy del sitio web oficial de la banda phish.com. El CD contiene una copia del concierto íntegro grabado el 28 de marzo de 1992, que se tuvo que acortar por una inundación en el recinto.
1. "Runaway Jim" (Abrahams, Anastasio) - 7:31
2. "Foam" (Anastasio) - 8:12
3. "Sparkle" (Anastasio, Marshall) - 4:07
4. "Stash" (Anastasio, Marshall) - 8:25
5. "Rift" (Anastasio, Marshall) 8:11
6. "Bouncing Around the Room" (Anastasio, Marshall) - 3:42
7. "The Landlady" (Anastasio) - 3:34
8. "David Bowie/Lullaby of Birdland" (Anastasio, Shearing, Weiss) - 2:03
9. "David Bowie/Secret Language Instructions" (Anastasio) - 6:33
10. "David Bowie" (Anastasio) - 10:06
11. "Glide" (Anastasio, Fishman, Gordon, Marshall, McConnell) - 4:02
12. "Cavern" (Anastasio, Herman, Marshall) - 5:17
13. "Memories" (Kahn, Van Alstyne) - 1:00
14. "Carolina" (Traditional) - 2:10
15. "I Didn't Know" (Wright) - 3:11
16. "Sweet Adeline" (Armstrong, Gerard) - 1:52

## Personal
Phish
Trey Anastasio - guitarra, voz
Page McConnell - teclados, voz
Mike Gordon - bajo, voz
Jon Fishman - batería, voz
Artistas invitadosen disco 3, pistas 4 y 5
Jay Von Lehe - voz en disco 5, pista 17
Jeff Mosier - banjo en disco 8, pistas 12 - 14